# Les Deux Modèles
Pour plus de détails, voir Fiche technique et Distribution.
Les Deux Modèles est un film muet français réalisé par Georges Monca, sorti en 1908.

## Fiche technique
- Titre : Les Deux Modèles
- Titre anglophone (États-Unis) : The Two Models
- Réalisation : Georges Monca
- Scénario :
- Photographie :
- Montage :
- Société de production : Pathé Frères
- Société de distribution : Pathé Frères
- Pays d'origine :  France
- Langue : français
- Métrage : 130 mètres
- Format : Noir et blanc — 35 mm — 1,33:1 — Muet
- Genre :  Comédie
- Durée : 4 minutes 20 secondes
- Numéro de catalogue Pathé : 2323
- Dates de sortie :
  - France : 1908
  - États-Unis : 29 août 1908

## Distribution
- x